# 3576 Galina
3576 Galina eller 1984 DB3 är en asteroid i huvudbältet som upptäcktes den 26 februari 1984 av den rysk-sovjetiske astronomen Nikolaj Tjernych vid Krims astrofysiska observatorium på Krim. Den har fått sitt namn efter den sovjetiska rekordfallskärmshopparen Galina Pjasetskaja (1915–2007).
Asteroiden har en diameter på ungefär sju kilometer.